# پاول آخلایتنر
پاول آخلایتنر (به آلمانی: Paul Achleitner) (زاده ۲۸ سپتامبر ۱۹۵۶) کارآفرین، بانکدار و مدیر ارشد اجرایی آلمانی است، که اکنون به‌عنوان رئیس هیئت مدیره دویچه بانک فعالیت می‌نماید.
وی پیشینه مدیریت در سطوح ارشد شرکت گلدمن ساکس (مدیرعامل گلدمن ساکس آلمان) و شرکت بیمه آلیانتس (مدیر بخش سرمایه‌گذاری) را در کارنامه خود دارا می‌باشد.
پاول آخلایتنر هم‌اکنون عضو هیئت مدیره شرکت‌های بایر، ام آ ان، ار وه ئه و هنکل نیز می‌باشد.